# Europamästerskapet i volleyboll för damer 1983
Europamästerskapet 1983 i volleyboll för damer hölls 17 till 25 september 1983 i Cottbus, Rostock och Schwerin, Östtyskland. Det var den trettonde upplagan av turneringen och tolv landslag från CEV:s medlemsförbund deltog. Östtyskland vann tävlingen för första gången genom att besegra Sovjetunionen i finalen.

## Kvalificering
I turneringen deltog: arrangörslandets landslag, de fem främsta landslagen från EM 1981 (utöver arrangörslandet) samt sex landslag som kvalificerade sig via kvalturneringen.

## Spelartrupper

### Sverige[2]
- Birgitta Axelsson, Sollentuna VK
- Stella Bergström, Sollentuna VK
- Siv Degerman, Sollentuna VK
- Susanne Granelli, Sollentuna VK
- Eva Hansen-Hoszek, Sollentuna VK
- Mia Josjö, Sollentuna VK
- Inga-Maj Carlsson, G70 Göteborg
- Kerstin Karlsson, Nyköpings FK
- Marie Carlsson, Sollentuna VK
- Yvonne Olausson Orvemo, Sollentuna VK
- Caroline Stenbom Johansson, Uppsala VBS
- Laura Wessberg, Uppsala VBS

### Västtyskland
- Beate Bühler, SV Lohhof
- Almut Kemperdick, SV Lohhof
- Angela Liebelt, SV Lohhof
- Terry Place-Brandel, SV Lohhof
- Renate Riek, SV Lohhof
- Regina Vossen, SV Lohhof
- Gudrun Witte, SV Lohhof
- Gabi Lorenz, TG Rüsselsheim
- Danuta Niemietz, TG Viktoria Augsburg
- Christa Schubert, USC Münster
- Sigrid Terstegge, USC Münster
- Marina Staden, VfL Oythe
- Tränare: Andrzej Niemczyk

### Östtyskland
- Maike Arlt, SC Dynamo Berlin
- Grit Jensen, SC Dynamo Berlin
- Ramona Landgraf, SC Dynamo Berlin
- Heike Lehmann, SC Dynamo Berlin
- Ariane Radfan, SC Dynamo Berlin
- Silke Schott, SC Dynamo Berlin
- Monika Beu, TSC Berlin
- Andrea Heim, SC Traktor Schwerin
- Cathrin Heydrich, SC Traktor Schwerin
- Karla Mügge, SC Traktor Schwerin
- Ute Oldenburg, SC Traktor Schwerin
- Martina Schwarz, SC Traktor Schwerin
- Tränare: Dieter Grund

## Regelverk

### Format
Lagen spelade först ett gruppspel i tre grupper om fyra lag där alla möte alla lag i samma grupp. De två första i varje grupp gick vidare till nytt gruppspel om platserna 1-6, medan de två sista i varje grupp gick vidare till gruppspel om platserna 7-12.

### Metod för att bestämma tabellplacering
Laget som vann en match tilldelades 2 poäng och laget som förlorade tilldelades 1 poäng. 
Rankningsordningen i serien definierades utifrån:
- Poäng
- Kvot vunna / förlorade set
- Kvot vunna / förlorade poäng.
- Inbördes möte(n)

## Deltagande lag
| Lag             | Turnering            | Deltog senast  |
| --------------- | -------------------- | -------------- |
| Bulgarien       | 1:a EM 1981          | Bulgarien 1981 |
| Tjeckoslovakien | 6:a EM 1981          | Bulgarien 1981 |
| Frankrike       | 2:a kvalet (grupp B) | Frankrike 1979 |
| Östtyskland     | Värdland             | Bulgarien 1981 |
| Västtyskland    | 1:a kvalet (grupp A) | Bulgarien 1981 |
| Italien         | 1:a kvalet (grupp B) | Bulgarieb 1981 |
| Nederländerna   | 2:a kvalet (grupp A) | Bulgarien 1981 |
| Polen           | 5:a EM 1981          | Bulgaria 1981  |
| Rumänien        | 1:a kvalet (grupp C) | Bulgarien 1981 |
| Sverige         | 2:a kvalet (grupp C) | Italien 1971   |
| Ungern          | 3:a EM 1981          | Bulgarien 1981 |
| Sovjetunionen   | 2:a EM 1981          | Bulgarien 1981 |

## Turneringen

### Gruppspelsfasen
| Grupp A      | Grupp B         | Grupp C     |
| ------------ | --------------- | ----------- |
| Bulgarien    | Tjeckoslovakien | Östtyskland |
| Frankrike    | Nederländerna   | Italien     |
| Västtyskland | Rumänien        | Sverige     |
| Polen        | Sovjetunionen   | Ungern      |

#### Grupp A

##### Resultat
| 17 september 1983 ?, Schwerin Speltid: ? - Åskådare: ? | Västtyskland | 3 - 1 | Polen        | 15-10, 17-15, 4-15, 15-5        |
| 17 september 1983 ?, Schwerin Speltid: ? - Åskådare: ? | Bulgarien    | 3 - 0 | Frankrike    | 15-13, 15-4, 15-7               |
| 18 september 1983 ?, Schwerin Speltid: ? - Åskådare: ? | Bulgarien    | 3 - 0 | Västtyskland | 15-8, 15-10, 15-11              |
| 18 september 1983 ?, Schwerin Speltid: ? - Åskådare: ? | Polen        | 3 - 1 | Frankrike    | 15-8, 15-13, 13-15, 15-2        |
| 19 september 1983 ?, Schwerin Speltid: ? - Åskådare: ? | Västtyskland | 3 - 0 | Frankrike    | 15-11, 15-5, 15-2               |
| 19 september 1983 ?, Schwerin Speltid: ? - Åskådare: ? | Polen        | 3 - 2 | Bulgarien    | 15-11, 13-15, 15-9, 9-15, 15-11 |

##### Sluttabell
| Pos. | Lag          | Pt | G | V | P | VS | FS | Kvot  | VP  | FP  | Kvot  |
| ---- | ------------ | -- | - | - | - | -- | -- | ----- | --- | --- | ----- |
| 1.   | Bulgarien    | 5  | 3 | 2 | 1 | 8  | 3  | 2,666 | 151 | 120 | 1,258 |
| 2.   | Västtyskland | 5  | 3 | 2 | 1 | 6  | 4  | 1,500 | 125 | 108 | 1,157 |
| 3.   | Polen        | 5  | 3 | 2 | 1 | 7  | 6  | 1,166 | 170 | 150 | 1,133 |
| 4.   | Frankrike    | 3  | 3 | 0 | 3 | 1  | 9  | 0,111 | 80  | 148 | 0,540 |

      Vidare till spel om plats 1-6.
      Vidare till spel om plats 7-12.

#### Grupp B

##### Resultat
| 17 september 1983 ?, Cottbus Speltid: ? - Åskådare: ? | Sovjetunionen   | 3 - 1 | Rumänien        | 15-3, 8-15, 15-5, 15-5    |
| 17 september 1983 ?, Cottbus Speltid: ? - Åskådare: ? | Tjeckoslovakien | 3 - 0 | Nederländerna   | 15-1, 15-4, 15-6          |
| 18 september 1983 ?, Cottbus Speltid: ? - Åskådare: ? | Rumänien        | 3 - 0 | Tjeckoslovakien | 15-9, 15-12, 15-8         |
| 18 september 1983 ?, Cottbus Speltid: ? - Åskådare: ? | Sovjetunionen   | 3 - 0 | Nederländerna   | 15-4, 15-8, 15-5          |
| 19 september 1983 ?, Cottbus Speltid: ? - Åskådare: ? | Rumänien        | 3 - 1 | Nederländerna   | 15-17, 16-14, 15-7, 16-14 |
| 19 september 1983 ?, Cottbus Speltid: ? - Åskådare: ? | Sovjetunionen   | 3 - 0 | Tjeckoslovakien | 15-4, 16-14, 15-5         |

##### Sluttabell
| Pos. | Lag             | Pt | G | V | P | VS | FS | Kvot  | VP  | FP  | Kvot  |
| ---- | --------------- | -- | - | - | - | -- | -- | ----- | --- | --- | ----- |
| 1.   | Sovjetunionen   | 6  | 3 | 3 | 0 | 9  | 1  | 9,000 | 144 | 68  | 2,117 |
| 2.   | Rumänien        | 5  | 3 | 2 | 1 | 7  | 4  | 1,750 | 135 | 134 | 1,007 |
| 3.   | Tjeckoslovakien | 4  | 3 | 1 | 2 | 3  | 6  | 0,500 | 97  | 102 | 0,951 |
| 4.   | Nederländerna   | 3  | 3 | 0 | 3 | 1  | 9  | 0,111 | 80  | 152 | 0,526 |

      Vidare till spel om plats 1-6.
      Vidare till spel om plats 7-12.

#### Grupp C

##### Resultat
| 17 september 1983 ?, Rostock Speltid: ? - Åskådare: ? | Östtyskland | 3 - 0 | Italien | 15-7, 16-14, 15-5   |
| 17 september 1983 ?, Rostock Speltid: ? - Åskådare: ? | Ungern      | 3 - 0 | Sverige | 15-4, 15-0, 15-2    |
| 18 september 1983 ?, Rostock Speltid: ? - Åskådare: ? | Ungern      | 3 - 0 | Italien | 15-11, 15-6, 15-3   |
| 18 september 1983 ?, Rostock Speltid: ? - Åskådare: ? | Östtyskland | 3 - 0 | Sverige | 15-6, 15-3, 15-5    |
| 19 september 1983 ?, Rostock Speltid: ? - Åskådare: ? | Östtyskland | 3 - 0 | Ungern  | 15-10, 15-10, 15-10 |
| 19 september 1983 ?, Rostock Speltid: ? - Åskådare: ? | Italien     | 3 - 0 | Sverige | 15-8, 15-6, 15-12   |

##### Sluttabell
| Pos. | Lag         | Pt | G | V | P | VS | FS | Kvot  | VP  | FP  | Kvot  |
| ---- | ----------- | -- | - | - | - | -- | -- | ----- | --- | --- | ----- |
| 1.   | Östtyskland | 6  | 3 | 3 | 0 | 9  | 0  | MAX   | 136 | 70  | 1,942 |
| 2.   | Ungern      | 5  | 3 | 2 | 1 | 6  | 3  | 2,000 | 120 | 71  | 1,690 |
| 3.   | Italien     | 4  | 3 | 1 | 2 | 3  | 6  | 0,500 | 91  | 117 | 0,777 |
| 4.   | Sverige     | 3  | 3 | 0 | 3 | 0  | 9  | 0,000 | 46  | 135 | 0,340 |

      Vidare till spel om plats 1-6.
      Vidare till spel om plats 7-12.

### Slutspelsfasen

#### Spel om plats 1-6

##### Resultat
| 21 september 1983 ?, Rostock Speltid: ? - Åskådare: ? | Bulgarien     | 3 - 0 | Västtyskland  | 15-8, 15-10, 15-11             |
| 21 september 1983 ?, Rostock Speltid: ? - Åskådare: ? | Sovjetunionen | 3 - 1 | Rumänien      | 15-3, 8-15, 15-5, 15-5         |
| 21 september 1983 ?, Rostock Speltid: ? - Åskådare: ? | Östtyskland   | 3 - 0 | Ungern        | 15-10, 15-10, 15-10            |
| 22 september 1983 ?, Rostock Speltid: ? - Åskådare: ? | Ungern        | 3 - 0 | Bulgarien     | 15-1, 15-7, 15-9               |
| 22 september 1983 ?, Rostock Speltid: ? - Åskådare: ? | Östtyskland   | 3 - 0 | Rumänien      | 15-3, 15-5, 15-7               |
| 22 september 1983 ?, Rostock Speltid: ? - Åskådare: ? | Sovjetunionen | 3 - 0 | Västtyskland  | 15-7, 16-14, 15-4              |
| 23 september 1983 ?, Rostock Speltid: ? - Åskådare: ? | Ungern        | 3 - 0 | Rumänien      | 16-14, 15-13, 15-4             |
| 23 september 1983 ?, Rostock Speltid: ? - Åskådare: ? | Sovjetunionen | 3 - 1 | Bulgarien     | 13-15, 15-8, 15-5, 15-10       |
| 23 september 1983 ?, Rostock Speltid: ? - Åskådare: ? | Östtyskland   | 3 - 1 | Västtyskland  | 15-10, 15-8, 14-16, 15-6       |
| 24 september 1983 ?, Rostock Speltid: ? - Åskådare: ? | Västtyskland  | 3 - 1 | Rumänien      | 15-1, 14-16, 15-13, 15-2       |
| 24 september 1983 ?, Rostock Speltid: ? - Åskådare: ? | Östtyskland   | 3 - 2 | Bulgarien     | 15-6, 12-15, 11-15, 15-9, 15-9 |
| 24 september 1983 ?, Rostock Speltid: ? - Åskådare: ? | Sovjetunionen | 3 - 2 | Ungern        | 8-15, 3-15, 15-13, 15-8, 15-6  |
| 25 september 1983 ?, Rostock Speltid: ? - Åskådare: ? | Bulgarien     | 3 - 0 | Rumänien      | 15-12, 15-13, 15-7             |
| 25 september 1983 ?, Rostock Speltid: ? - Åskådare: ? | Ungern        | 3 - 0 | Västtyskland  | 15-11, 15-7, 15-10             |
| 25 september 1983 ?, Rostock Speltid: ? - Åskådare: ? | Östtyskland   | 3 - 2 | Sovjetunionen | 6-15, 11-15, 15-8, 15-3, 16-14 |

##### Sluttabell
| Pos. | Lag           | Pt | G | V | P | VS | FS | Kvot  | VP  | FP  | Kvot  |
| ---- | ------------- | -- | - | - | - | -- | -- | ----- | --- | --- | ----- |
| 1.   | Östtyskland   | 10 | 5 | 5 | 0 | 15 | 5  | 3,000 | 280 | 194 | 1,443 |
| 2.   | Sovjetunionen | 9  | 5 | 4 | 1 | 14 | 7  | 2,000 | 268 | 211 | 1,270 |
| 3.   | Ungern        | 8  | 5 | 3 | 2 | 11 | 6  | 1,833 | 223 | 177 | 1,259 |
| 4.   | Bulgarien     | 7  | 5 | 2 | 3 | 9  | 9  | 1,000 | 199 | 232 | 0,857 |
| 5.   | Västtyskland  | 6  | 5 | 1 | 4 | 4  | 13 | 0,307 | 181 | 227 | 0,797 |
| 6.   | Rumänien      | 5  | 5 | 0 | 5 | 2  | 15 | 0,133 | 138 | 248 | 0,556 |

#### Spel om plats 7-12

##### Resultat
| 21 september 1983 ?, Cottbus Speltid: ? - Åskådare: ? | Polen           | 3 - 1 | Frankrike       | 15-8, 15-13, 13-15, 15-2        |
| 21 september 1983 ?, Cottbus Speltid: ? - Åskådare: ? | Tjeckoslovakien | 3 - 0 | Nederländerna   | 15-1, 15-4, 15-6                |
| 21 september 1983 ?, Cottbus Speltid: ? - Åskådare: ? | Italien         | 3 - 0 | Sverige         | 15-8, 15-6, 15-12               |
| 22 september 1983 ?, Cottbus Speltid: ? - Åskådare: ? | Tjeckoslovakien | 3 - 1 | Sverige         | 14-16, 15-6, 15-11, 16-4        |
| 22 september 1983 ?, Cottbus Speltid: ? - Åskådare: ? | Italien         | 3 - 1 | Frankrike       | 15-7, 15-10, 11-15, 15-12       |
| 22 september 1983 ?, Cottbus Speltid: ? - Åskådare: ? | Polen           | 3 - 0 | Nederländerna   | 15-4, 15-9, 15-3                |
| 23 september 1983 ?, Cottbus Speltid: ? - Åskådare: ? | Tjeckoslovakien | 3 - 0 | Italien         | 15-8, 15-5, 15-4                |
| 23 september 1983 ?, Cottbus Speltid: ? - Åskådare: ? | Polen           | 3 - 0 | Sverige         | 15-9, 15-6, 15-6                |
| 23 september 1983 ?, Cottbus Speltid: ? - Åskådare: ? | Frankrike       | 3 - 1 | Nederländerna   | 15-11, 15-13, 13-15, 15-7       |
| 24 september 1983 ?, Cottbus Speltid: ? - Åskådare: ? | Italien         | 3- 0  | Polen           | 15-7, 15-7, 15-13               |
| 24 september 1983 ?, Cottbus Speltid: ? - Åskådare: ? | Nederländerna   | 3 - 0 | Sverige         | 15-5, 15-11, 15-3               |
| 24 september 1983 ?, Cottbus Speltid: ? - Åskådare: ? | Tjeckoslovakien | 3 - 2 | Frankrike       | 15-17, 15-8, 15-4, 10-15, 15-4  |
| 25 september 1983 ?, Cottbus Speltid: ? - Åskådare: ? | Italien         | 3 - 0 | Nederländerna   | 15-12, 15-10, 15-12             |
| 25 september 1983 ?, Cottbus Speltid: ? - Åskådare: ? | Frankrike       | 3 - 1 | Sverige         | 15-11, 11-15, 15-7, 15-2        |
| 25 september 1983 ?, Cottbus Speltid: ? - Åskådare: ? | Polen           | 3 - 2 | Tjeckoslovakien | 15-13, 10-15, 7-15, 15-9, 17-15 |

##### Sluttabell
| Pos. | Lag             | Pt | G | V | P | VS | FS | Kvot  | VP  | FP  | Kvot  |
| ---- | --------------- | -- | - | - | - | -- | -- | ----- | --- | --- | ----- |
| 1.   | Italien         | 9  | 5 | 4 | 1 | 12 | 4  | 3,000 | 208 | 176 | 1,181 |
| 2.   | Tjeckoslovakien | 9  | 5 | 4 | 1 | 14 | 6  | 2,333 | 287 | 177 | 1,621 |
| 3.   | Polen           | 9  | 5 | 4 | 1 | 12 | 6  | 2,000 | 239 | 187 | 1,278 |
| 4.   | Frankrike       | 7  | 5 | 2 | 3 | 10 | 11 | 0,909 | 244 | 265 | 0,920 |
| 5.   | Nederländerna   | 6  | 5 | 1 | 4 | 4  | 12 | 0,333 | 152 | 212 | 0,717 |
| 6.   | Sverige         | 5  | 5 | 0 | 5 | 2  | 15 | 0,133 | 138 | 251 | 0,549 |

## Slutplaceringar
| Pos | Lag             | Kvalificerad för |
| --- | --------------- | ---------------- |
|     | Östtyskland     | EM 1985          |
|     | Sovjetunionen   | EM 1985          |
|     | Ungern          | EM 1985          |
| 4   | Bulgarien       | EM 1985          |
| 5   | Västtyskland    | OS 1984 EM 1985  |
| 6   | Rumänien        |                  |
| 7   | Italien         |                  |
| 8   | Tjeckoslovakien |                  |
| 9   | Polen           |                  |
| 10  | Frankrike       |                  |
| 11  | Nederländerna   |                  |
| 12  | Sverige         |                  |